# Арлит (город)
Арлит (фр. Arlit) — город в регионе Агадес республики Нигер. Административный центр одноимённого департамента. Административно является городской коммуной. Население по данным на 2012 год составляет 128 807 человек; по данным переписи 2001 года оно насчитывало 69 435 человек.
Находится в пустыне Сахара, у западной окраины плато Аир. В год выпадает в среднем около 40 мм осадков. Расположен в 200 км к северу от города Агадес, в 800 км к северо-востоку от столицы страны, Ниамея, и в 170 км к юго-востоку от границы с Алжиром. Основа экономики города — добыча урана открытым способом из карьеров, расположенных недалеко от города. Обслуживается аэропортом Арлит.
В городе базируется футбольная команда «Акокана», выступающая на местном стадионе вместимостью 7 тысяч зрителей.

## Климат
| Показатель                    | Янв. | Фев. | Март | Апр. | Май  | Июнь | Июль | Авг. | Сен. | Окт. | Нояб. | Дек. | Год  |
| ----------------------------- | ---- | ---- | ---- | ---- | ---- | ---- | ---- | ---- | ---- | ---- | ----- | ---- | ---- |
| Средний суточный максимум, °C | 26,9 | 30,1 | 34,3 | 38,6 | 41,2 | 41,5 | 39,8 | 38,6 | 39,0 | 37,0 | 32,3  | 28,4 | 35,6 |
| Средняя температура, °C       | 18,8 | 21,7 | 25,9 | 30,5 | 33,4 | 34,2 | 32,8 | 31,9 | 31,8 | 29,3 | 24,2  | 20,5 | 27,9 |
| Средний суточный минимум, °C  | 10,8 | 13,3 | 17,5 | 22,4 | 25,7 | 27,0 | 25,9 | 25,3 | 24,6 | 21,6 | 16,1  | 12,7 | 20,2 |
| Норма осадков, мм             | 0    | 0    | 0    | 1    | 1    | 5    | 11   | 18   | 5    | 0    | 0     | 0    | 41   |
| Источник:                     |      |      |      |      |      |      |      |      |      |      |       |      |      |

## Арлит в массовой культуре
В 2005 году бенинский режиссёр Идриссу Моракпай снял документальный фильм об Арлит: «Арлит: второй Париж».